# NGC 5291
NGC 5291 est une galaxie lenticulaire (elliptique ?) située dans la constellation du Centaure. Sa vitesse par rapport au fond diffus cosmologique est de 4 648 ± 20 km/s, ce qui correspond à une distance de Hubble de 68,6 ± 4,8 Mpc (∼224 millions d'al). NGC 5291 a été découverte par l'astronome britannique John Herschel en 1834.

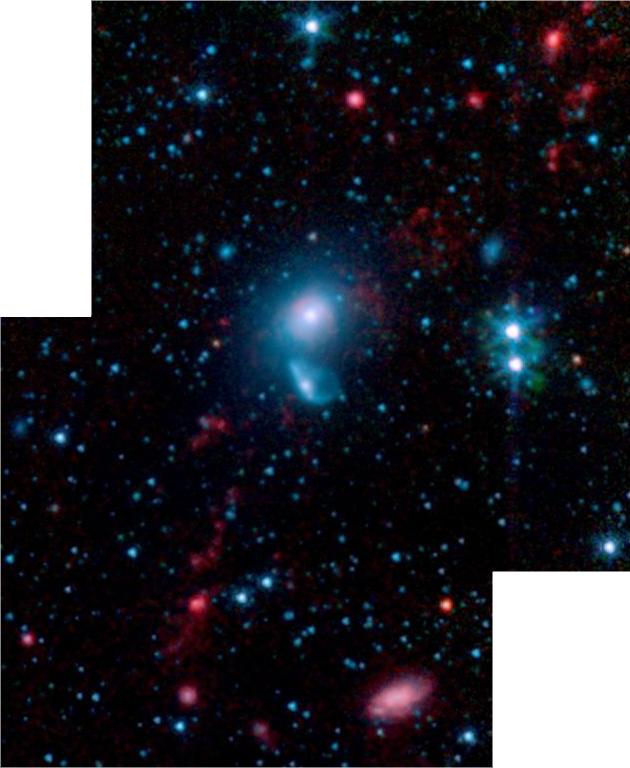
NGC 5291 en infrarouge par le télescope spatial Spitzer.

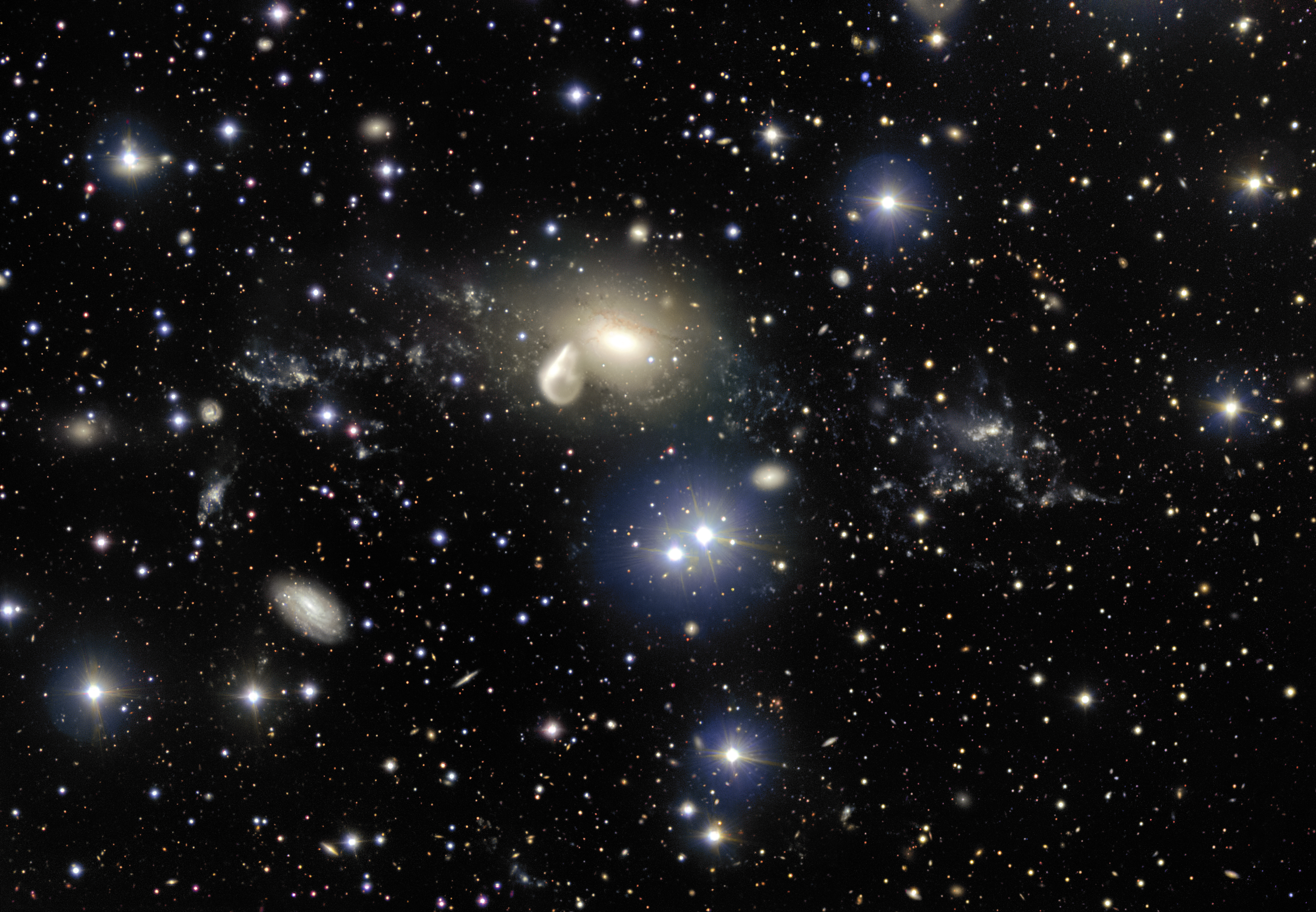
NGC 5291 par le Très Grand Télescope (ESO).

NGC 5291 présente une large raie HI. Selon la base de données Simbad, NGC 5291 est une galaxie à noyau actif.
En raison d'une brillance de surface égale à 14,06 mag/am2, on peut qualifier NGC 5291 de galaxie à faible brillance de surface (LSB en anglais pour low surface brightness). Les galaxies LSB sont des galaxies diffuses (D) avec une brillance de surface inférieure de moins d'une magnitude à celle du ciel nocturne ambiant.
On a détecté de la matière noire dans NGC 5291.
À ce jour, deux mesures non basées sur le décalage vers le rouge (redshift) donnent une distance de 54,400 ± 4,243 Mpc (∼177 millions d'al), ce qui est légèrement à l'extérieur des valeurs de la distance de Hubble. Notons que c'est avec la valeur moyenne des mesures indépendantes, lorsqu'elles existent, que la base de données NASA/IPAC calcule le diamètre d'une galaxie et qu'en conséquence le diamètre de NGC 5291 pourrait être d'environ 31,4 kpc (∼102 000 al) si on utilisait la distance de Hubble pour le calculer.

## NGC 5291 et PGC 48894
PGC 48894 est quelquefois désigné comme une partie de NGC 5291, mais il s'avère qu'il s'agit d'une galaxie distincte. On trouve d'ailleurs les caractéristiques de cette galaxie lenticulaire sur site de la base de données NASA/IPAC. La distance de Hubble de celle-ci est égale à 67,56 ± 4,74 Mpc (∼220 millions d'al). Cette galaxie est donc presque à la même distance que NGC 5291 et ces deux galaxies forment une paire probablement en interaction gravitationnelle.

## Groupe d'IC 4329
Selon A.M. Garcia, la galaxie NGC 5291 fait partie d'un groupe de galaxies qui compte au moins 24 membres, le groupe d'IC 4329. Parmi ces galaxies, se trouve NGC 5292, NGC 5298, NGC 5328, NGC 5357, IC 4319, IC 4326, IC 4328, IC 4329, IC 4329A (PGC 49051), treize galaxies du catalogue ESO et trois galaxies du catalogue PGC. PGC 48894 ne fait pas partie de la liste de Garcia. Il faut donc l'ajouter à ce groupe.